# Cupaniopsis parvifolia
Cupaniopsis parvifolia är en kinesträdsväxtart som först beskrevs av Frederick Manson Bailey, och fick sitt nu gällande namn av Lawrence Alexander Sidney Johnson. Cupaniopsis parvifolia ingår i släktet Cupaniopsis och familjen kinesträdsväxter. Inga underarter finns listade i Catalogue of Life.